# Stołeczny Oddział Kontrwywiadu Wojskowego
Stołeczny Oddział Kontrwywiadu Wojskowego – komórka organizacyjna Zarządu II Sztabu Generalnego Wojska Polskiego, a od 1991 Wojskowych Służb Informacyjnych (JW 1079).
Jednostka Wojskowa sformowana została w 1990 r. Zorganizowana była w trzy wydziały: I- KW, II- KW i III- SOP oraz Pion Ochrony Informacji Niejawnych z kancelarią tajną, której ostatnim kierownikiem był chor. sztab. Krzysztof Purcelewski.
JW 1079 została przeformowana w 2004r. Zarządzeniem Ministra ON nr 21/MON z 30.07.2004r. w Stołeczne Szefostwo Wojskowych Służb Informacyjnych.
Głównymi zadaniami tej JW była ochrona kontrwywiadowcza jednostek podległych, wydawanie poświadczeń bezpieczeństwa dla żołnierzy i pracowników Ministerstwa Obrony Narodowej oraz podległych komórek organizacyjnych.
Żołnierze SOKW wchodzili w skład polskich kontyngentów wojskowych w Haiti, na Bałkanach, w rejonie Zatoki Perskiej, w Afganistanie oraz w Iraku.

## Broń będąca na wyposażeniu SOKW
- Pistolety: Glock 17
- Karabiny szturmowe: AKMS i Karabinek wz. 96 Beryl
- Karabiny maszynowe: PKM
- Strzelby: Remington 870
- Granaty: F1 i RG42